# Isaiah Mobley
Eric Isaiah Mobley (San Diego, 24 settembre 1999) è un cestista statunitense con cittadinanza bahamense.

## Biografia
È il figlio di Eric e il fratello di Evan Mobley, a loro volta cestisti.

## Carriera
Dopo aver trascorso tre stagioni con gli USC Trojans, nel 2022 si dichiara per il Draft NBA, venendo chiamato con la quarantanovesima scelta dai Cleveland Cavaliers, che lo firmano con un two-way contract.

## Statistiche

### NCAA
| Anno      | Squadra     | PG | PT | MP   | TC%  | 3P%  | TL%  | RP  | AP  | PRP | SP  | PP   |
| --------- | ----------- | -- | -- | ---- | ---- | ---- | ---- | --- | --- | --- | --- | ---- |
| 2019-2020 | USC Trojans | 31 | 8  | 20,4 | 47,4 | 28,6 | 52,1 | 5,3 | 1,0 | 0,6 | 0,6 | 6,2  |
| 2020-2021 | USC Trojans | 32 | 32 | 28,0 | 47,2 | 43,6 | 54,5 | 7,3 | 1,6 | 0,4 | 0,9 | 9,9  |
| 2021-2022 | USC Trojans | 32 | 32 | 34,0 | 44,5 | 35,2 | 68,2 | 8,3 | 3,3 | 0,8 | 0,9 | 14,2 |
| Carriera  | Carriera    | 95 | 72 | 27,5 | 46,0 | 36,0 | 59,6 | 7,0 | 2,0 | 0,6 | 0,8 | 10,1 |

#### Massimi in carriera
- Massimo di punti: 24 vs California-Berkeley (29 gennaio 2022)[6]
- Massimo di rimbalzi: 13 (3 volte)
- Massimo di assist: 9 vs Stanford (27 gennaio 2022)
- Massimo di palle rubate: 2 (10 volte)
- Massimo di stoppate: 4 (2 volte)
- Massimo di minuti giocati: 46 vs Utah (11 marzo 2021)

### NBA

#### Regular season
| Anno      | Squadra             | PG | PT | MP   | TC%  | 3P%  | TL%  | RP  | AP  | PRP | SP  | PP  |
| --------- | ------------------- | -- | -- | ---- | ---- | ---- | ---- | --- | --- | --- | --- | --- |
| 2022-2023 | Cleveland Cavaliers | 12 | 0  | 7,0  | 42,9 | 37,5 | 100  | 1,7 | 0,3 | 0,3 | 0,3 | 2,6 |
| 2023-2024 | Cleveland Cavaliers | 10 | 0  | 7,2  | 41,7 | 30,0 | 0,0  | 1,0 | 0,6 | 0,2 | 0,0 | 2,3 |
| 2024-2025 | Philadelphia 76ers  | 1  | 0  | 17,0 | 28,6 | 33,3 | 50,0 | 4,0 | 5,0 | 1,0 | 1,0 | 6,0 |
| Carriera  | Carriera            | 23 | 0  | 7,5  | 40,7 | 33,3 | 71,4 | 1,5 | 0,6 | 0,3 | 0,2 | 2,6 |

#### Massimi in carriera
- Massimo di punti: 18 vs Orlando Magic (6 aprile 2023)[7]
- Massimo di rimbalzi: 4 (3 volte)
- Massimo di assist: 3 vs Miami Heat (22 novembre 2023)
- Massimo di palle rubate: 3 vs Orlando Magic (6 aprile 2023)
- Massimo di stoppate: 2 vs Orlando Magic (6 aprile 2023)
- Massimo di minuti giocati: 29 vs Orlando Magic (6 aprile 2023)

### G League
| Anno      | Squadra          | PG | PT | MP   | TC%  | 3P%  | TL%  | RP  | AP  | PRP | SP  | PP   |
| --------- | ---------------- | -- | -- | ---- | ---- | ---- | ---- | --- | --- | --- | --- | ---- |
| 2022-2023 | Cleveland Charge | 32 | 32 | 33,5 | 52,0 | 36,3 | 74,3 | 8,7 | 3,8 | 0,8 | 1,3 | 21,5 |
| 2023-2024 | Cleveland Charge | 30 | 30 | 31,9 | 47,6 | 36,5 | 69,1 | 8,7 | 3,7 | 0,9 | 0,9 | 18,1 |
| 2024-2025 | Del. Blue Coats  | 35 | 31 | 27,1 | 44,1 | 32,1 | 68,4 | 7,8 | 3,3 | 0,7 | 0,9 | 15,2 |
| Carriera  | Carriera         | 97 | 93 | 30,7 | 48,0 | 34,7 | 71,2 | 8,4 | 3,6 | 0,8 | 1,0 | 18,1 |

## Palmarès
- McDonald's All-American (2019)